# Batocera drapiezi
Batocera drapiezi är en skalbaggsart som beskrevs av Aurivillius 1922. Batocera drapiezi ingår i släktet Batocera och familjen långhorningar. Inga underarter finns listade.